# Dorfkirche Illmersdorf (Ihlow)

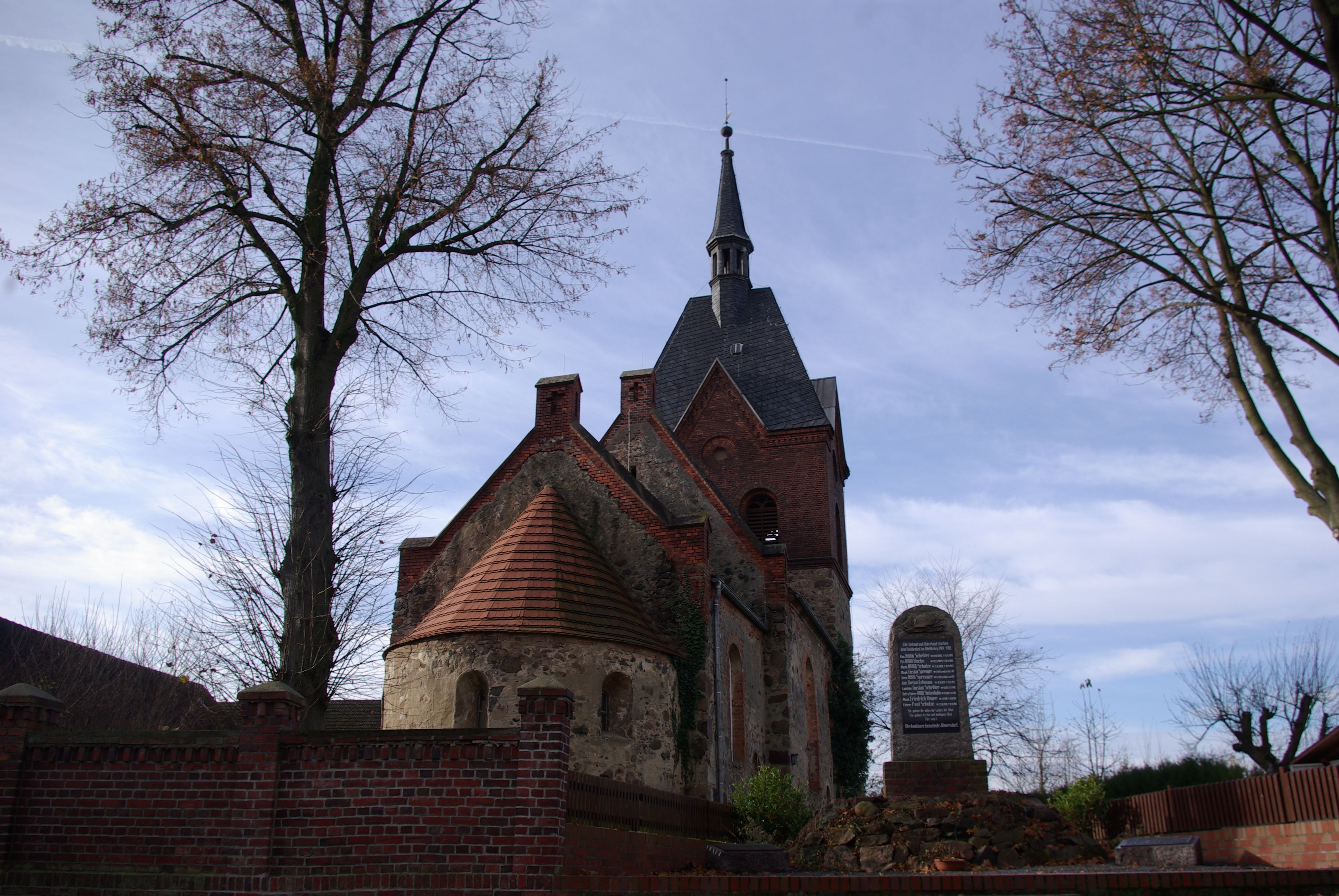
Dorfkirche Illmersdorf

Die evangelische Dorfkirche Illmersdorf ist eine Feldsteinkirche aus der Mitte des 13. Jahrhunderts in Illmersdorf, einem Ortsteil der Gemeinde Ihlow im Landkreis Teltow-Fläming im Land Brandenburg. Die Kirchengemeinde gehört zum Kirchenkreis Zossen-Fläming der Evangelischen Kirche Berlin-Brandenburg-schlesische Oberlausitz.

## Lage
Die Straße Illmersdorf zweigt in nordwestlicher Richtung von der südlich verlaufenden Bundesstraße 102 ab. Die Kirche steht westlich dieser Verbindung auf einem Grundstück, das mit einer Mauer eingefriedet ist.

## Geschichte
Das Bauwerk entstand vermutlich um die Mitte des 13. Jahrhunderts, wobei das Brandenburgische Landesamt für Denkmalpflege und Archäologische Landesmuseum (BLDAM) in seiner Datenbank darauf hinweist, dass der Bau eventuell auch früher entstanden sein könnte. Es handelt sich um eine Vollständige Anlage, deren Großteil der Fenster im 19. Jahrhundert „barock“ vergrößert wurden. Das Turmobergeschoss wurde 1886 mit Mauersteinen ergänzt.

## Baubeschreibung
Das Bauwerk entstand im Wesentlichen aus Feldsteinen, die weder behauen, noch lagig geschichtet wurden. In der halbrunden, eingezogenen Apsis sind insgesamt drei rundbogenförmige Fenster. Der Chor ist ebenfalls eingezogen und besitzt an der Nord- und Südseite je ein großes Fenster. Daran schließt sich das Kirchenschiff sowie der querrechteckige Kirchturm an. Das obere Geschoss ist aus Mauerstein und schließt mit einem quergestellten Dach mit Dachreiter und Turmkugel ab.

## Ausstattung
Der hölzerne Kanzelaltar entstand in der zweiten Hälfte des 17. Jahrhunderts und wird vom BLDAM als „reich dekoriert“ bezeichnet. Er wurde neu gefasst und besteht aus einem viergeschossigen Aufbau. In der Predella ist das Abendmahl Jesu zu sehen, seitlich sind zwei weitere Gemälde mit den Darstellungen von Mose und Amos, während im Altarauszug die Auferstehung abgebildet wurde. Die Kanzeltür ist mit einer Kreuzigungsgruppe bemalt. Die Fünte aus Sandstein stammt aus dem Jahr 1619. Die achtseitige Kuppa steht auf einem Balusterfuß und ist mit Putten, einem Familienwappen sowie einer Namensangabe verziert. Der Kirchenführer des Kirchenkreises Zossen-Fläming weist auf eine als „kurios“ bezeichnete Tatsache hin: Das Wappen und der Familienname passen nicht zueinander. Zu einer früheren Zeit muss die Fünte gebrochen und anschließend instand gesetzt worden sein. Dabei wurden die zerbrochenen Teile um 90 Grad versetzt wieder zusammengefügt.
An der Nordwand steht eine Empore, deren Brüstung ebenfalls aus Balustern erstellt wurde. Das Bauwerk ist im Innern flach gedeckt. Nordöstlich des Bauwerks erinnert ein Gedenkstein an die Gefallenen der Weltkriege.